# Троицк (Мордовия)
Троицк (мокш. Тройця) — село в Ковылкинском районе Мордовии. Расположено на берегу реки Мокша при впадении в неё Сезелки, в 10 км к северо-западу от Ковылкино. Центр Троицкого сельского поселения.
Троицк был основан в XVII веке как одна из крепостей на засечной черте. Во время восстания Степана Разина Троицкий острог был опорным пунктом повстанцев. В 1708 году был причислен к Азовской губернии, в 1732 — к Воронежской. Крестьяне Троицка участвовали и в восстании Пугачёва. С 1780 по 1798 годы был уездным центром Пензенской губернии, после чего стал заштатным городом сначала Нижегородской губернии, а с 1801 года — Краснослободского уезда Пензенской губернии. В «Списке населённых мест Пензенской губернии» (1869) Троицк — заштатный город из 704 дворов Краснослободского уезда; имелись 4 церкви, сельское училище, почтовая станция, пристань, действовали ярмарка, базар. В 1912 г. в Троицке было 1209 дворов (6899 чел.); земская школа, медицинские и ветеринарные пункты, хлебозапасный магазин, водяная мельница, 3 просодранки и маслобойки, 4 шерсточесалки, 2 синильных завода, 6 пекарен.
По данным переписи населения 1897 года в Троицке проживало 5822 чел., в том числе русские — 99,5 %.
В 1918 г. была создана партячейка. 6 июня 1925 года город Троицк был преобразован в село. В 1929 г. на базе ТОЗа был организован колхоз «Красный гигант», с 1997 г. — ТОО «Гигант». В современном селе — средняя школа, библиотека, Дом культуры, участковая больница, пекарня, отделение связи, ветеринарный участок, магазин; памятник воинам, погибшим в годы Великой Отечественной войны; Христорождественская церковь (1879). Возле Троицка — 3 селища эпохи средневековья (исследовала Е. И. Горюнова).
Троицк — родина полного Георгиевского кавалера А. М. Начинкина, участника Гражданской войны 1918—1920 гг. М. Ф. Секачкина, Героя Советского Союза А. Г. Котова, генерал-майора Н. И. Семикова, инженера-механика А. А. Начинкина, педагогов М. В. Лентовской, Н. В. Докукиной, М. В. Киселёвой, скульптора М. И. Феокритовой, бывшего прокурора для особых поручений при Генеральной прокуратуре СССР П. И. Бардина. В Троицкую сельскую администрацию входит пос. Калиновка (43 чел.).

## Население
| 1897 | 2002  | 2010  |
| ---- | ----- | ----- |
| 5822 | ↘1677 | ↘1610 |

## Краеведческие источники
- Пензенскія историческія чтенія // «Троицкъ и Троицкій уѣздъ»
- Александроневсккій монастырь на Флегонтовой горѣ